# Peter Koch
Peter Koch (født 20. marts 1905 på Frederiksberg, død 5. februar 1980 samme sted) var en dansk arkitekt.
Han var søn af arkitekt Hans Koch og hustru Johanne Syberg Petersen. Gift 11. dec. 1936 i København med Marie-Louise Dagmar Brun, f. 4. marts 1906 i Kbh. (d. 14. maj 2001). Peter og Marie-Louise fik fire børn: Anders Koch, Morten Koch, Thomas Koch og Caspar Koch. 
Han blev student 1922 og gik på teknisk skole fra 1922 til 1923 og var på Det Kongelige Danske Kunstakademi fra september 1923 til 1926. Medarbejder hos Thorkild Henningsen 1926-31 og havde tegnestue sammen med Mogens Koch indtil 1945, herefter egen tegnestue, desuden kgl. bygningsinspektør 1961-1966 (de kgl. slotte). 
Var medlem af Modstandsbevægelsens kunstneriske udvalg 1945 samt af Akademisk Arkitektforenings kunstneriske udvalg 1948 og rådgiver ved Tønder Museum 1946.
Peter Koch prægedes af den kulturelle arv efter faderen og dennes venner.[kilde mangler] Hans arbejder og interesser spænder fra det enkle, velbyggede hus til museumsplaneringer og restaureringer, hvor han i kraft af sin sikre fornemmelse for kunst og sit kendskab til gammel arkitektur løste mange vanskelige opgaver.
Peter Koch er begravet på Mariebjerg Kirkegård.

## Projekter
Af hans arbejder kan nævnes:
- 1933 Enfamiliehus, Islevhusvej 7 som blev præmieret 1934
- 1937 Den militære klædefabrik i Usserød
- 1944 Ombygning af Attemosegaard i Søllerød
- 1946 Ombygning af Ribe Stiftsmuseum
- 1948 Projekt til mindesmærke i Nyhavn
- 1958 Udvidelse af Den danske pavillon for kunst i Venedig
- 1963 Christianskirkjan i Klaksvík på Færøerne
- 1966 Restaureret Sophienholm
- 1974 Det rå betonrum til skatkammeret under Rosenborg Slot